# Bahnhof Old Oak Common

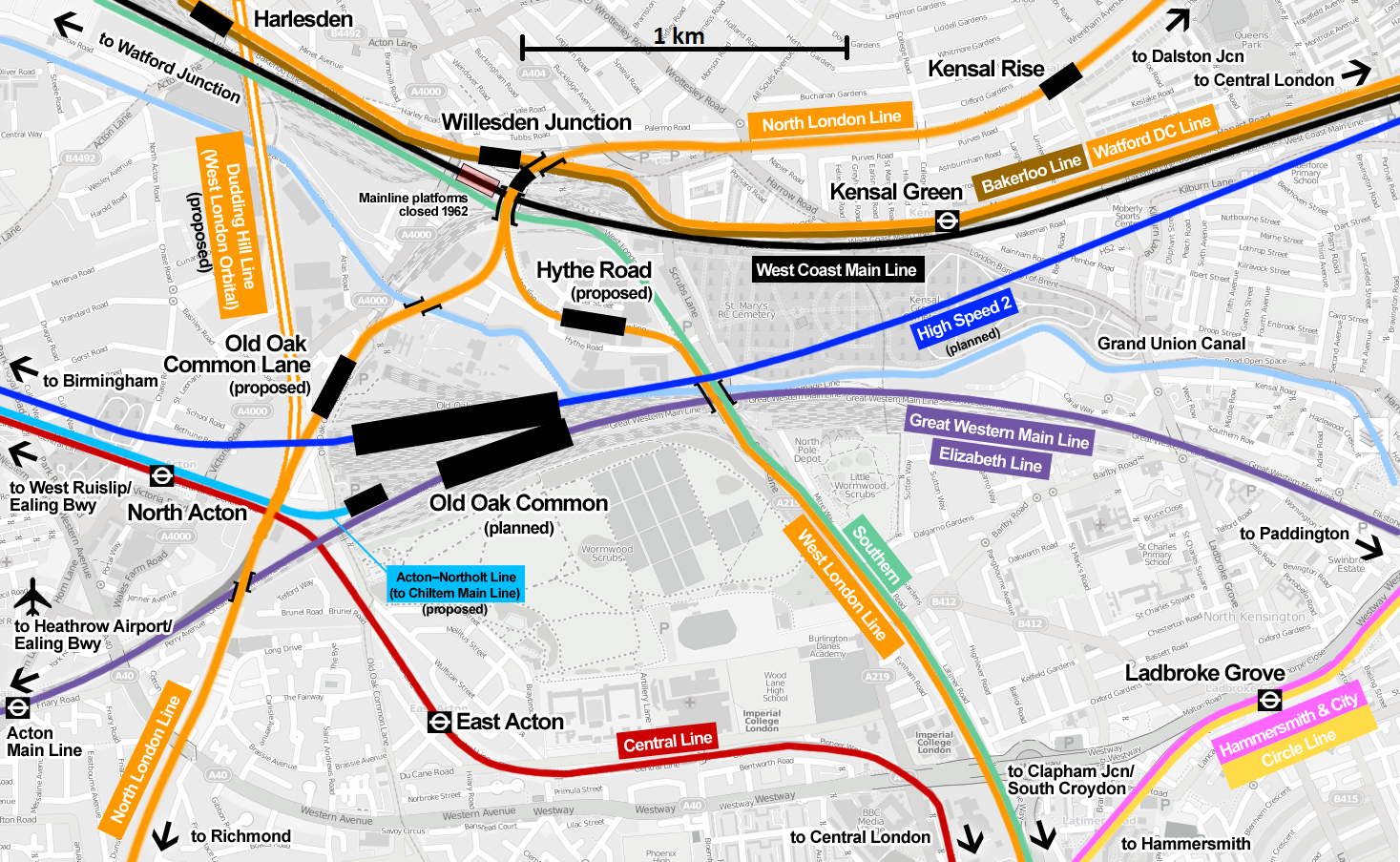
Lage des geplanten Bahnhofs

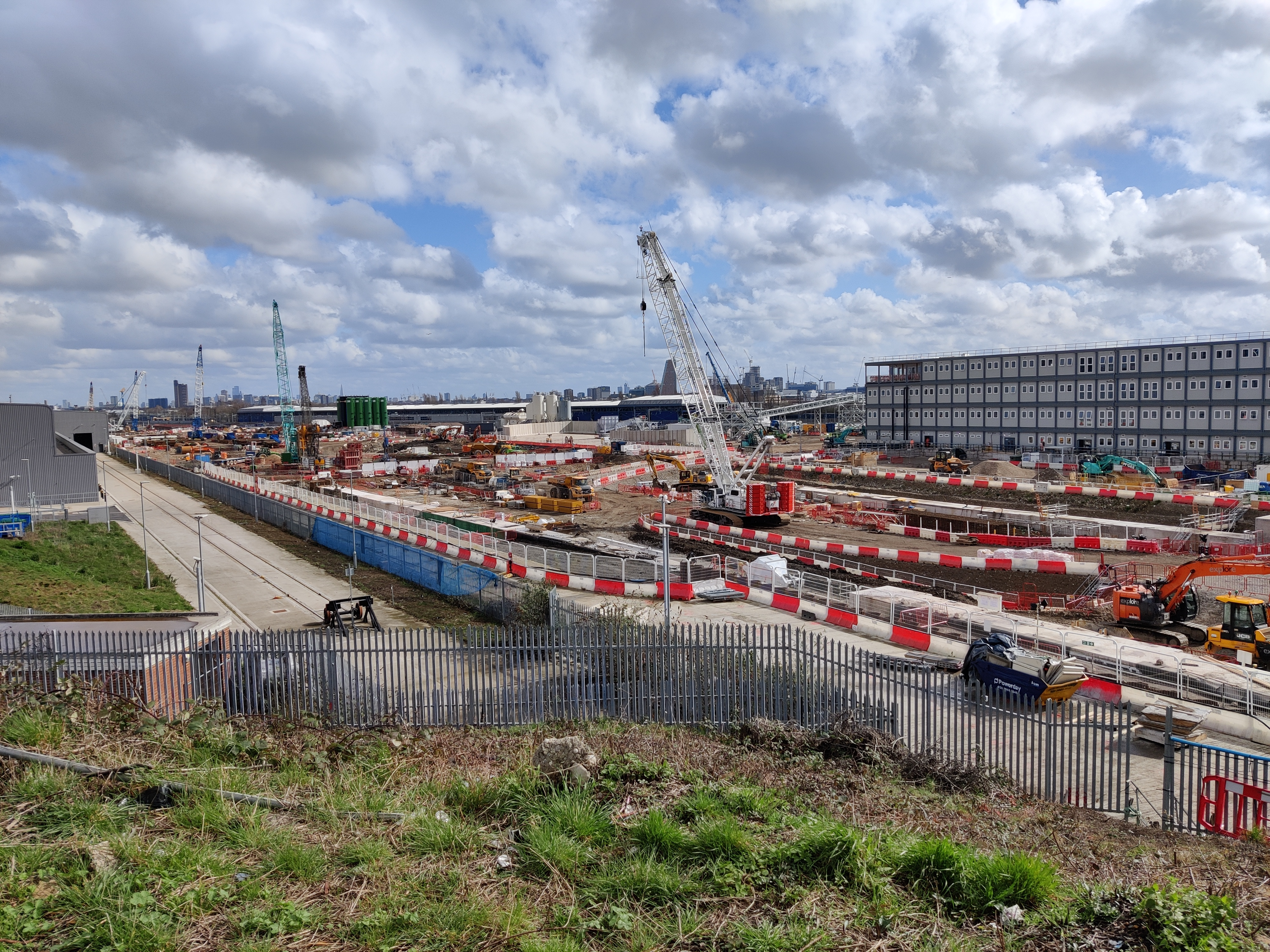
Bahnhof Old Oak Common im Bau (2022)

Der Bahnhof Old Oak Common ist ein im Bau befindlicher Schienenverkehrsknotenpunkt des britischen Regional- und Fernverkehrs in der britischen Hauptstadt London. Die Eröffnung des gesamten Komplexes ist auf 2025 taxiert.
Mit Old Oak Common wird nebst Stratford International ein weiterer Schienenverkehrsknotenpunkt außerhalb des Londoner Stadtzentrums in Betrieb gehen.

## Lage
Der Bahnhof ist südlich von Willesden Junction nordwestlich des Stadtzentrum, gelegen im Stadtbezirk Hammersmith & Fulham, geplant, ebenfalls befinden sich der Underground/Overground-Bahnhof Kensal Green und der Overground-Bahnhof Kensal Rise in der nahen Umgebung. An der Stelle befindet sich heute ein Depot für Bahngesellschaften, welche den Bahnhof Paddington anfahren, sowie die Blockstelle North Pole Junction, wo ein stromloses Verbindungsgleis die West London Line verlässt und in die Great Western Main Line einmündet.

## Aufbau
Old Oak Common wird als Berührungsbahnhof gebaut. Die Hochgeschwindigkeitszüge des High Speed 2 sollen im nördlich gelegenen Tunnelbahnhof anhalten, während im oberirdischen Teil weiter südlich Züge der Great Western Main Line, beispielsweise der Elizabeth Line, halten sollen.

## Verkehr
Old Oak Common wird laut dem 2010 veröffentlichten Projekt einer der wichtigsten Bahnhöfe des Vereinigten Königreiches werden, an ihm werden von Hochgeschwindigkeitszügen bis zu Vorortszügen der British Rail, Crossrail und London Overground sowie U-Bahnzügen zweier Linien nahezu alle britischen Zugkategorien zu finden sein. Auch die Züge zum Flughafen Heathrow, Heathrow Express und Heathrow Connect, werden den Bahnhof tangieren.
Er soll Haltepunkt von Zügen des geplanten High Speed 2 London Euston – Birmingham Curzon Street – West Coast Main Line werden. Zudem sollen an ihm Züge der Great Western Main Line halten. Transport for London sieht Haltepunkte der London Overground (North London Line und West London Line und eventuell Watford DC Line) sowie der London Underground (Central Line und Bakerloo Line) vor. Ebenfalls soll die geplante Ost-West-S-Bahn Londons, Crossrail, in Old Oak Common eine Haltestelle eröffnen.